# Devin Carter
Pour les articles homonymes, voir Devin et Carter.
Devin Carter, né le  18 mars 2002 à Miami en Floride, est un joueur américain de basket-ball évoluant au poste d'arrière voire de meneur. Il mesure 1,89 m.

## Biographie

### Carrière universitaire
Entre 2021 et 2022, il joue pour les Gamecocks de la Caroline du Sud à l'université de Caroline du Sud.
Entre 2022 et 2024, il joue pour les Friars de Providence au Providence College.
Le 3 avril 2024, il annonce qu'il se présente à la draft 2024 de la NBA. Il est sélectionné en treizième choix lors de celle-ci.

## Palmarès et distinctions personnelles

### Universitaires
- Big East Player of the Year (2024)
- First-team All-Big East (2024)

## Statistiques

### Universitaires
| Saison    | Équipe          | Matchs | Titul. | Min./m | % Tir | % 3pts | % LF | Rbds/m. | Pass/m. | Int/m. | Ctr/m. | Pts/m. |
| --------- | --------------- | ------ | ------ | ------ | ----- | ------ | ---- | ------- | ------- | ------ | ------ | ------ |
| 2021-2022 | Caroline du Sud | 30     | 7      | 18,7   | 42,0  | 26,7   | 68,8 | 3,80    | 1,80    | 0,87   | 0,33   | 9,03   |
| 2022-2023 | Providence      | 33     | 33     | 32,0   | 42,7  | 29,9   | 72,0 | 4,94    | 2,45    | 1,79   | 1,06   | 13,03  |
| 2023-2024 | Providence      | 34     | 32     | 34,3   | 47,3  | 37,7   | 74,9 | 8,41    | 3,53    | 1,71   | 0,94   | 19,12  |
| Carrière  | Carrière        | 97     | 72     | 28,7   | 44,7  | 33,8   | 72,3 | 5,80    | 2,63    | 1,47   | 0,79   | 13,93  |